# 韋利·保利
韋利-阿诺·佐博·保利（法語：Willy-Arnaud Zobo Boly；1991年2月3日—）是一名象牙海岸的職業足球運動員，現效力英超球隊諾丁漢森林， 象牙海岸國家足球隊成員。

## 榮譽
布拉加
- 葡萄牙盃冠軍 : 2015–16

狼隊
- 英冠冠軍 : 2017–18[6]